# SV Plate
SV Plate ist ein deutscher Sportverein aus Plate im Landkreis Ludwigslust-Parchim. Er hat Sparten für die Sportarten Fußball, Kegeln, Badminton, Volleyball und Leichtathletik (Stand 2020). Heimstätte ist die Sportanlage Am Preister Acker, welche 1000 Zuschauern Platz bietet. Der Club steht in der Tradition der BSG Traktor Plate.

## Sektion Fußball
Der SV Plate wurde im Jahr 1948 gegründet und trat mit dem Einsteigen der Sportvereinigung Traktor unter der Bezeichnung Traktor Plate in Erscheinung. Die Mecklenburger agierten zunächst im Bezirksklassenbereich. 1957 erfolgte die erste Teilnahme an den Qualifikationsrunden zum FDGB-Pokal, in denen Traktor Plate gegen die ASG Vorwärts Rostock gewann, jedoch an Dynamo Schönberg scheiterte. 
1962 wurde die BSG Traktor Plate durch einen 6:5-Endspielsieg nach Verlängerung über die BSG Traktor Neu Kaliß Gewinner des Schweriner Bezirkspokals (auch Traktorpokal) und qualifizierte sich erneut für die Qualifikation zum FDGB-Pokal. Nach einem 3:2-Sieg über Zweitligist Rotation Babelsberg erreichte Plate erstmals die erste Hauptrunde, in der gegen Lok Waren deutlich mit 1:9 verloren wurde. 
Auf Ligenebene stieg Traktor Plate im Jahr 1979 in die drittklassige Bezirksliga Schwerin auf, aus der mit lediglich 17 Saisonpunkten der sofortige Wiederabstieg folgte. In der Spielzeit 1985/86 reichte hinter der nicht aufstiegsberechtigten zweiten Vertretung von Hydraulik Parchim der zweite Rang, um gemeinsam mit der ISG Schwerin-Süd in die höchste Schweriner Spielklasse aufzusteigen. Die Bezirksliga Schwerin hielten die Norddeutschen im zweiten Anlauf bis zu ihrer Auflösung nach der Saison 1990/91, die Qualifikation zur neu gegründeten Verbandsliga Mecklenburg-Vorpommern wurde mit dem zwölften Rang verpasst.
Der in SV Plate umbenannte Verein spielt seitdem ausnahmslos im Lokalbereich Westmecklenburgs. Derzeitige Spielklasse ist die Landesliga Mecklenburg-Vorpommern (Staffel West).

## Statistik
- Teilnahme FDGB-Pokal: 1962/63 (1. HR)
- Teilnahme Bezirksliga Schwerin: 1979/80, 1986/87 bis 1990/91

## Weblink
- Offizielle Website des Vereins